# Ocean Shores
Ocean Shores is een plaats (city) in de Amerikaanse staat Washington, en valt bestuurlijk gezien onder Grays Harbor County.

## Demografie
Bij de volkstelling in 2000 werd het aantal inwoners vastgesteld op 3836.
In 2006 is het aantal inwoners door het United States Census Bureau geschat op 4658, een stijging van 822 (21.4%).

## Geografie
Volgens het United States Census Bureau beslaat de plaats een oppervlakte van
31,2 km², waarvan 22,3 km² land en 8,9 km² water.

## Plaatsen in de nabije omgeving
De onderstaande figuur toont nabijgelegen plaatsen in een straal van 16 km rond Ocean Shores.